# Pro Patria et Libertate Sezione Calcio 1964-1965
Questa pagina raccoglie le informazioni riguardanti la Pro Patria et Libertate Sezione Calcio nelle competizioni ufficiali della stagione 1964-1965.

## Stagione
Nella stagione 1964-1965 la Pro Patria disputa il campionato di Serie B, un torneo che prevede tre promozioni e tre retrocessioni, con 37 punti in classifica si piazza in nona posizione. Salgono in Serie A il Brescia con 49 punti, il Napoli con 48 punti e la Spal con 47 punti, scendono in Serie C il Bari con 33 punti, la Triestina con 28 punti ed il Parma con 23 punti.
Il nuovo trainer biancoblù è Paolo Todeschini, se ne vanno Enrico Muzzio alla Spal, mentre Adelio Crespi si accasa a Solbiate Arno. Nuovi i due portieri Luciano Bertoni preso dall'Atalanta e Luigi Bertossi in arrivo dal Catanzaro, il difensore Alberto Vivian pescato nel Mocchetti di San Vittore Olona, e gli attaccanti Amedeo Balestrieri preso dal Pisa, Alberto Duvina dal Varese, Piergiorgio Sartore dal Venezia e Alfredo Ciannameo dalla Spal. L'allenatore esprime concetti nuovi, cambia schemi di gioco, ma i risultati non sono quelli attesi, la vecchia Pro Patria chiude il torneo cadetto intruppata a metà classifica. In Coppa Italia supera il primo turno battendo il Varese ma esce dal torneo al secondo turno, fermata dal Genoa.

## Rosa
| N. |                   | Ruolo | Calciatore             |
| -- | ----------------- | ----- | ---------------------- |
|    | Italia (bandiera) | D     | Giancarlo Amadeo       |
|    | Italia (bandiera) | A     | Amedeo Balestrieri     |
|    | Italia (bandiera) | P     | Luciano Bertoni        |
|    | Italia (bandiera) | P     | Luigi Bertossi         |
|    | Italia (bandiera) | C     | Vittorino Calloni      |
|    | Italia (bandiera) | A     | Alfredo Ciannameo      |
|    | Italia (bandiera) | C     | Gianfranco Cozzi       |
|    | Italia (bandiera) | D     | PIerangelo De Bernardi |
|    | Italia (bandiera) | A     | Alberto Duvina         |
|    | Italia (bandiera) | A     | Giorgio Guarnieri      |
|    | Italia (bandiera) | C     | Pasquale Lombardi      |

| N. |                   | Ruolo | Calciatore           |
| -- | ----------------- | ----- | -------------------- |
|    | Italia (bandiera) | C     | Oscar Lorenzi        |
|    | Italia (bandiera) | A     | Norberto Mascheroni  |
|    | Italia (bandiera) | C     | Ubaldo Oldani        |
|    | Italia (bandiera) | C     | Giuseppe Recagno     |
|    | Italia (bandiera) | C     | Carlo Regalia        |
|    | Italia (bandiera) | C     | Nicola Ruggiero      |
|    | Italia (bandiera) | A     | Piergiorgio Sartore  |
|    | Italia (bandiera) | C     | Paolo Signorelli     |
|    | Italia (bandiera) | D     | Giuseppe Taglioretti |
|    | Italia (bandiera) | P     | Giuseppe Tapella     |
|    | Italia (bandiera) | D     | Alberto Vivian       |

## Risultati

### Serie B

#### Girone di andata
| Arbitro: | Camozzi (Ascoli Piceno) |

|                                                   |           |             |
| Bagnoli 29’ Muzzio 77’ Cavallito 83’ Olivieri 87’ | Marcatori | 47’ Sartore |

| Arbitro: | Piantoni (Terni) |

|              |           |  |
| De Paoli 37’ | Marcatori |  |

| Arbitro: | Palazzo (Palermo) |

|                                              |           |                                 |
| Balestrieri 7’, 25’, 80’ (rig.) Ruggiero 31’ | Marcatori | 36’ (rig.) Baccari 62’ Magnaghi |

| Arbitro: | Marchiori (Padova) |

|                             |           |            |
| Bettini 30’, 83’ Vitali 69’ | Marcatori | 58’ Duvina |

| Arbitro: | Barolo (Bassano del Grappa) |

|            |           |  |
| Duvina 15’ | Marcatori |  |

| Arbitro: | Foglimanzillo (Torre Annunziata) |

|                        |           |  |
| Balestrieri 89’ (rig.) | Marcatori |  |

| Arbitro: | Laureti (Rimini) |

|                                     |           |  |
| Corelli 41’ Fanello 56’ Giraudo 81’ | Marcatori |  |

| Busto Arsizio 1º novembre 1964 8ª giornata | Pro Patria     | 0 – 0 | Venezia | Stadio Comunale\| Arbitro: \| Rancher (Roma) \| |
| Arbitro:                                   | Rancher (Roma) |       |         |                                                 |

| Arbitro: | Frullini (Firenze) |

|                                     |           |  |
| Cipollato 17’ Troja 30’ Rossano 76’ | Marcatori |  |

| Arbitro: | Pieroni (Roma) |

|                 |           |           |
| Balestrieri 60’ | Marcatori | 83’ Raise |

| Arbitro: | Grignani (Milano) |

|           |           |  |
| Duvina 8’ | Marcatori |  |

| Verona 6 dicembre 1964 12ª giornata | Verona             | 0 – 0 | Pro Patria | Stadio Marcantonio Bentegodi\| Arbitro: \| Marengo (Chiavari) \| |
| Arbitro:                            | Marengo (Chiavari) |       |            |                                                                  |

| Arbitro: | Nobilia (Roma) |

|            |           |            |
| Duvina 83’ | Marcatori | 44’ Rubino |

| Arbitro: | Barolo (Bassano del Grappa) |

|                        |           |  |
| Duvina 37’ Sartore 86’ | Marcatori |  |

| Arbitro: | Marchiori (Padova) |

|                              |           |  |
| Bernasconi 27’ Mantovani 58’ | Marcatori |  |

| Arbitro: | Cirone (Palermo) |

|                |           |                 |
| Versolatto 70’ | Marcatori | 59’, 69’ Duvina |

| Arbitro: | Varazzani (Parma) |

|           |           |  |
| Cozzi 40’ | Marcatori |  |

| Arbitro: | Rancher (Roma) |

|               |           |  |
| Ciannameo 13’ | Marcatori |  |

| Livorno 31 gennaio 1965 19ª giornata | Livorno        | 0 – 0 | Pro Patria | Stadio Comunale\| Arbitro: \| Vitullo (Roma) \| |
| Arbitro:                             | Vitullo (Roma) |       |            |                                                 |

#### Girone di ritorno
| Arbitro: | Gonella (Torino) |

|  |           |                               |
|  | Marcatori | 13’, 19’ Cavallito 65’ Muzzio |

| Arbitro: | Roversi (Bologna) |

|             |           |                                 |
| Sartore 53’ | Marcatori | 22’ Pagani 68’ Lodi 72’ Bianchi |

| Arbitro: | Bigi (Padova) |

|              |           |  |
| Giannini 14’ | Marcatori |  |

| Arbitro: | Camozzi (Porto d'Ascoli) |

|                 |           |  |
| Sartore 7’, 63’ | Marcatori |  |

| Modena 7 marzo 1965 24ª giornata | Modena             | 0 – 0 | Pro Patria | Stadio Alberto Braglia\| Arbitro: \| Frullini (Firenze) \| |
| Arbitro:                         | Frullini (Firenze) |       |            |                                                            |

| Arbitro: | Di Tonno (Lecce) |

|                    |           |                        |
| Recagni 82’ (rig.) | Marcatori | 38’ Duvina 55’ Sartore |

| Arbitro: | Marengo (Chiavari) |

|  |           |                   |
|  | Marcatori | 36’ Cané 45’ Bean |

| Venezia 28 marzo 1965 27ª giornata | Venezia                  | 0 – 0 | Pro Patria | Stadio Pierluigi Penzo\| Arbitro: \| Camozzi (Porto d'Ascoli) \| |
| Arbitro:                           | Camozzi (Porto d'Ascoli) |       |            |                                                                  |

| Arbitro: | Gonella (Torino) |

|                                    |           |                   |
| Sartore 49’ (rig.) Balestrieri 62’ | Marcatori | 59’ (rig.) Caocci |

| Catanzaro 18 aprile 1965 29ª giornata | Catanzaro        | 0 – 0 | Pro Patria | Stadio Militare\| Arbitro: \| Laureti (Rimini) \| |
| Arbitro:                              | Laureti (Rimini) |       |            |                                                   |

| Monza 25 aprile 1965 30ª giornata | Monza              | 0 – 0 | Pro Patria | Stadio Città di Monza\| Arbitro: \| Marchiori (Padova) \| |
| Arbitro:                          | Marchiori (Padova) |       |            |                                                           |

| Arbitro: | Palazzo (Palermo) |

|                           |           |                                |
| Sartore 29’ Ciannameo 52’ | Marcatori | 50’ (aut.) Signorelli 61’ Sega |

| Arbitro: | Frullini (Firenze) |

|                                                         |           |  |
| Taglioretti 55’ (aut.) Rosito 75’ (rig.) Boninsegna 85’ | Marcatori |  |

| Arbitro: | Bigi (Padova) |

|                                         |           |             |
| Pappalettera 34’ Arfuso 44’ Cosmano 62’ | Marcatori | 15’ Sartore |

| Arbitro: | Vitullo (Roma) |

|                                    |           |  |
| Varglien 29’ (aut.) V. Calloni 49’ | Marcatori |  |

| Busto Arsizio 30 maggio 1965 35ª giornata | Pro Patria       | 0 – 0 | Parma | Stadio Comunale\| Arbitro: \| Piantoni (Terni) \| |
| Arbitro:                                  | Piantoni (Terni) |       |       |                                                   |

| Arbitro: | Carminati (Milano) |

|                                          |           |             |
| Azzimonti 15’ Innocenti 50’ Fracassa 86’ | Marcatori | 58’ Recagno |

| Arbitro: | Gonella (Torino) |

|                                      |           |  |
| Taglioretti 45’ (aut.) Carminati 65’ | Marcatori |  |

| Arbitro: | Figuccia (Marsala) |

|                        |           |  |
| Recagno 42’ Duvina 53’ | Marcatori |  |

### Coppa Italia
| Arbitro: | Gonella (Torino) |

|                        |           |  |
| Balestrieri 42’ (rig.) | Marcatori |  |

| Arbitro: | Acernese (Roma) |

|              |           |                            |
| Ruggiero 82’ | Marcatori | 62’ Bicicli 104’ Dal Monte |

## Statistiche

### Statistiche di squadra
| Competizione | Punti | In casa | In casa | In casa | In casa | In casa | In casa | In trasferta | In trasferta | In trasferta | In trasferta | In trasferta | In trasferta | Totale | Totale | Totale | Totale | Totale | Totale | DR  |
| Competizione | Punti | G       | V       | N       | P       | Gf      | Gs      | G            | V            | N            | P            | Gf           | Gs           | G      | V      | N      | P      | Gf     | Gs     | DR  |
| ------------ | ----- | ------- | ------- | ------- | ------- | ------- | ------- | ------------ | ------------ | ------------ | ------------ | ------------ | ------------ | ------ | ------ | ------ | ------ | ------ | ------ | --- |
| Serie B      | 37    | 19      | 11      | 5       | 3       | 24      | 15      | 19           | 2            | 6            | 11           | 8            | 30           | 38     | 13     | 11     | 14     | 32     | 45     | -13 |
| Coppa Italia |       | 2       | 1       | 0       | 1       | 2       | 2       | -            | -            | -            | -            | -            | -            | 2      | 1      | 0      | 1      | 2      | 2      | 0   |
| Totale       |       | 21      | 12      | 5       | 4       | 26      | 17      | 19           | 2            | 6            | 11           | 8            | 30           | 40     | 14     | 11     | 15     | 34     | 47     | -13 |

### Statistiche dei giocatori
| Giocatore      | Serie B  | Serie B | Coppa Italia | Coppa Italia | Totale   | Totale |
| Giocatore      | Presenze | Reti    | Presenze     | Reti         | Presenze | Reti   |
| -------------- | -------- | ------- | ------------ | ------------ | -------- | ------ |
| G. Amadeo      | 18       | 0       | ?            | ?            | 18+      | 0+     |
| A. Balestrieri | 26       | 6       | ?            | ?            | 26+      | 6+     |
| L. Bertoni     | 12       | -9      | ?            | ?            | 12+      | -9+    |
| L. Bertossi    | 24       | -33     | ?            | ?            | 24+      | -33+   |
| V. Calloni     | 38       | 1       | ?            | ?            | 38+      | 1+     |
| A. Ciannameo   | 17       | 2       | ?            | ?            | 17+      | 2+     |
| G. Cozzi       | 13       | 1       | ?            | ?            | 13+      | 1+     |
| P. De Bernardi | 4        | 0       | ?            | ?            | 4+       | 0+     |
| A. Duvina      | 32       | 9       | ?            | ?            | 32+      | 9+     |
| G. Guarnieri   | 1        | 0       | ?            | ?            | 1+       | 0+     |
| P. Lombardi    | 33       | 0       | ?            | ?            | 33+      | 0+     |
| O. Lorenzi     | 10       | 0       | ?            | ?            | 10+      | 0+     |
| N. Mascheroni  | 6        | 1       | ?            | ?            | 6+       | 1+     |
| U. Oldani      | 1        | 0       | ?            | ?            | 1+       | 0+     |
| G. Recagno     | 21       | 2       | ?            | ?            | 21+      | 2+     |
| C. Regalia     | 15       | 0       | ?            | ?            | 15+      | 0+     |
| N. Ruggiero    | 18       | 1       | ?            | ?            | 18+      | 1+     |
| P. Sartore     | 35       | 8       | ?            | ?            | 35+      | 8+     |
| P. Signorelli  | 36       | 0       | ?            | ?            | 36+      | 0+     |
| G. Taglioretti | 20       | 0       | ?            | ?            | 20+      | 0+     |
| G. Tapella     | 2        | -3      | ?            | ?            | 2+       | -3+    |
| A. Vivian      | 36       | 0       | ?            | ?            | 36+      | 0+     |